# Свети Апостоли Сервиотски
„Свети Апостоли Сервиотски“ или Долценски (на гръцки: Άγιοι Απόστολοι Σερβιώτη) е възрожденска православна църква в град Костур (Кастория), Егейска Македония, Гърция. Храмът е част от Костурската епархия.

## Местоположение
Църквата е разположена в южната традиционна махала на града Долца (Долцо). Традиционно е център на старата Сервиотска енория.

## История
Църквата е изградена в 1857 година според вградената плоча на западната фасада. От същата година датира и вътрешната декорация. Тя е дело на зографа Наум Махерас, изписал също така и „Свети Лука“ и „Свети Николай Петритски“. Зографският надпис на южната стена гласи:
| „ | ΑΙ ΕΠΙ ΤΩΝ ΤΟΙΧΩΝ ΟΚΤΩ ΕΙΚΟΝΑΙ ΤΟΥ ΠΑΝΣΕΠΤΟΥ ΝΑΟΥ ΙΣΤΟΡΗΘΗΣΑΝ ΥΠΟ ΤΟΥ ΖΩΓ. ΝΑΟΥΜ ΜΙΧ. ΜΑΧΑΙΡΑ ΕΠΙΤΡΟΠΕΥΟΝΤΩΝ ΤΩΝ ΑΞΙΟΤΙΜΩΝ Κ. ΑΔΕΛ. Ν. Δ. ΔΑΠΑΝΗ ΤΩΝ ΚΑΤΑ ΤΗΝ ΕΟΡΤΗΝ ΤΟΥ ΠΡΟΔΡΟΜΟΥ ΜΕΤΕΜΦΙΕΣΘΕΝΤΩΝ ΣΥΜΠΟΛΙΤΩΝ ΤΩ 1898 απο αδ ζυζ αωγη | “ |

В 1924 година църквата е обявена за паметник на културата.

## Архитектура
В архитектурно отношение е трикорабна базилика. От осемте изображения, спонати в зографския надпис са оцелели две - на Свети Евтимий и на Света Неделя.
Иконостасът е резбован и датира от 1858 година. Таваните са украсени с декоративни елементи, използвани и в съвременните на църквата костурски къщи.